# Dali (autonomer Bezirk)
Der autonome Bezirk Dali der Bai (chinesisch 大理白族自治州, Pinyin Dàlǐ Báizú zìzhìzhōu; Bai: Darl•lit Baif•cuf zirl•zirl•zox) liegt im mittleren Westen der chinesischen Provinz Yunnan. Er hat eine Fläche von 29.459 km² und 3.337.559 Einwohner (Stand: Zensus 2020). Der autonome Bezirk ist das Hauptsiedlungsgebiet des Volkes der Bai. Viele Bai sind traditionell Fischer und leiden somit unter der Wasserverschmutzung durch den örtlichen Bergbau und die Industrie.

## Geographie

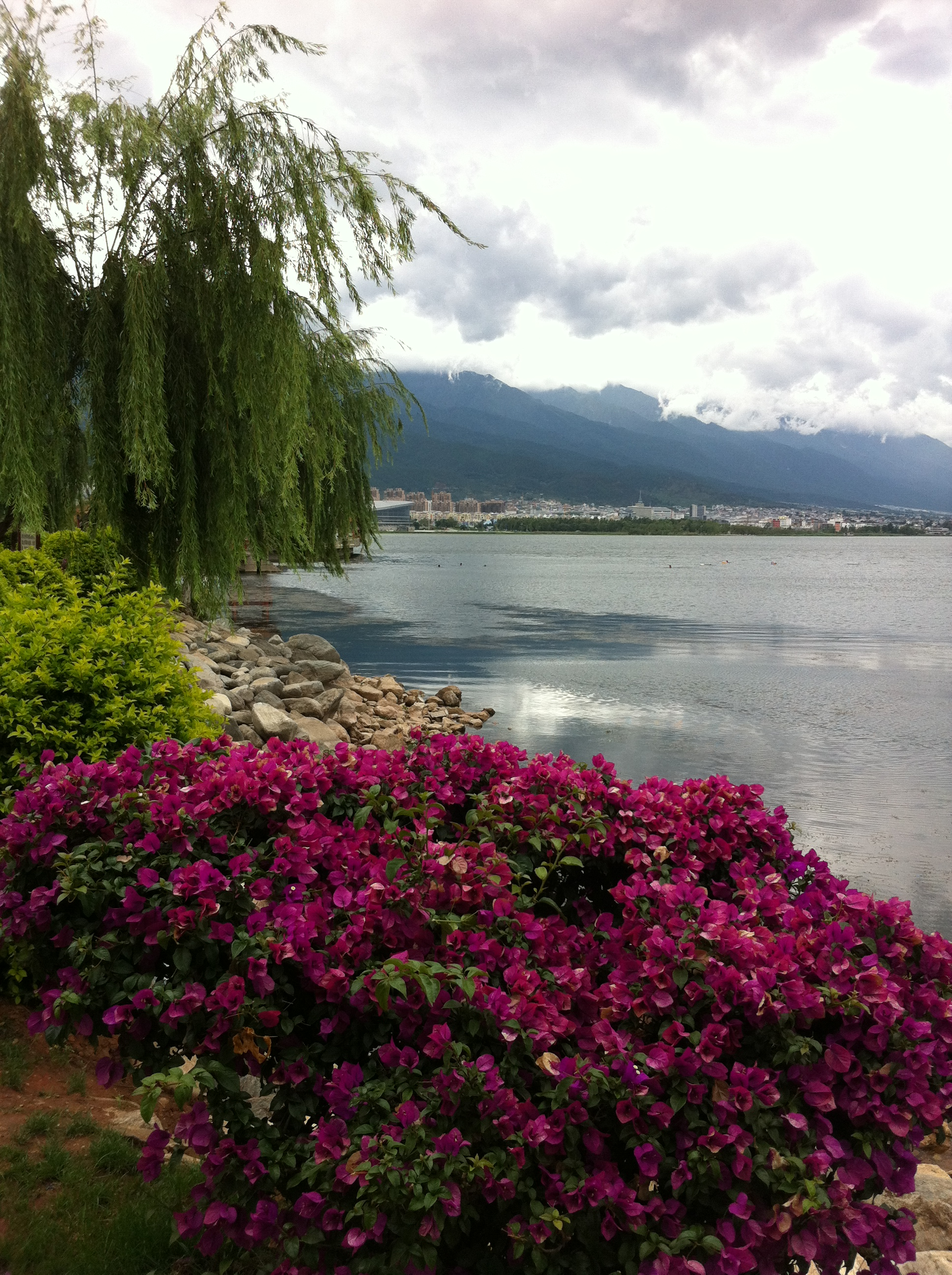
Ufer des Erhai-Sees

Der Bezirk Dali liegt am Übergang des Yunnan-Guizhou-Plateaus im Osten zum Hengduan-Gebirge im Westen. Die höchste Erhebung bildet der 4295 Meter hohe Gipfel des Xuebanshan (雪斑山, ) an der Grenze zum östlichen autonomen Bezirk Nujiang und den niedrigstes Punkt bildet mit ungefähr 730 Metern der aufgestaute Fluss Nu im Kreis Yunlong. Es gibt zahlreiche Seen, von denen 18 eine Fläche von 1,5 Quadratkilometern oder mehr haben und die eine Gesamtfläche von etwa 1.871,49 Quadratkilometern (6,6 % der Gesamtfläche Dalis) einnehmen. Die acht größten Seen sind der Erhai-See (洱海), der Tianchi-See (天池), der Cibi-See (茈碧湖), der Westsee (西湖), der Ostsee (东湖), der Jian-See (剑湖), der Haixi-See (海西海) und der Qinghai-See (青海湖). Der Erhai-See liegt im östlichen Teil der Stadt Dali und ist der zweitgrößte Süßwassersee Yunnans. Die Gebirgsketten und Täler verlaufen in Nord-Süd-Richtung. Es werden sechs große Täler unterschieden. Es gibt mehr als 160 Fließgewässer, die sich fächerförmig über das ganze Gebiet Dalis erstrecken. Die größten Flüsse sind Jinsha-Fluss, der Lancang-Fluss, der Nujiang und der Rote Fluss (Yuanjiang).
Das Klima Dalis ist vom Monsun geprägt, aber aufgrund der komplexen Topographie und der großen Höhenunterschiede regional sehr unterschiedlich. In den meisten Regionen sind die Temperaturen relativ gemäßigt ohne sehr große jahreszeitliche Unterschiede. Im Allgemeinen sinken die Temperaturen pro 100 Meter Höhenunterschied um etwa 0,6 °C. Die Jahresmitteltemperatur beträgt etwa 12 bis 19 °C. Der wärmste Monat ist der Juni mit etwa 19 bis 25 °C. Maximaltemperaturen über 35 °C werden nur selten erreicht. Der kälteste Monat ist der Januar mit Mitteltemperaturen von 5,0 bis 13 °C. Der Niederschlag ist saisonal und geographisch äußerst ungleichmäßig verteilt. Die Regenzeit dauert von Mai bis Oktober, und die Trockenzeit von November bis April. Der durchschnittliche Jahresniederschlag beträgt 836 Millimeter, mit einem Maximum von 1055 mm in der Stadt Dali und einem Minimum von 564 mm in Binchuan. Die frostfreie Zeit beträgt je nach Örtlichkeit 225 bis 345 Tage.

## Geschichte
Das Gebiet Dalis wurde in den Jahren 107 v. Chr. und 105 v. Chr. während der Herrschaftszeit Yuanfengs von der westlichen Han-Dynastie in zwei Feldzügen erobert und Teil des chinesischen Reiches. Während der Zeit der Tang- und Song-Dynastie existierten auf dem Gebiet Dalis die Königreiche Nanzhao und Dali. Im Jahr 1253 eroberten die mongolischen Truppen Kublai Khans das Dali-Königreich, das damit wieder Teil Chinas wurde and danach auch blieb.

Der autonome Bezirk Dali wurde offiziell am 22. November 1956 gegründet. Bei seiner Gründung umfasste er eine Stadt (Xiaguan, 下关市), 12 Kreise (Dali – 大理, Fengyi – 凤仪, Yangbi – 漾濞, Xiangyun – 祥云, Binchuan – 宾川, Midu – 弥渡, Yongping – 永平, Yunlong – 云龙, Dengchuan – 邓川, Eryuan – 洱源, Jianchuan –  und Heqing – 剑川) und zwei autonome Kreise (Weishan der Yi – 巍山, und Yongjian der Hui – 永建). Im Jahr 1983 wurden die Stadt Xiaguan und der Kreis Dali zur kreisfreien Stadt Dali zusammengelegt. 1985 erhielt der Kreis Yangbi den Status eines autonomen Kreises der Yi.

## Administrative Gliederung

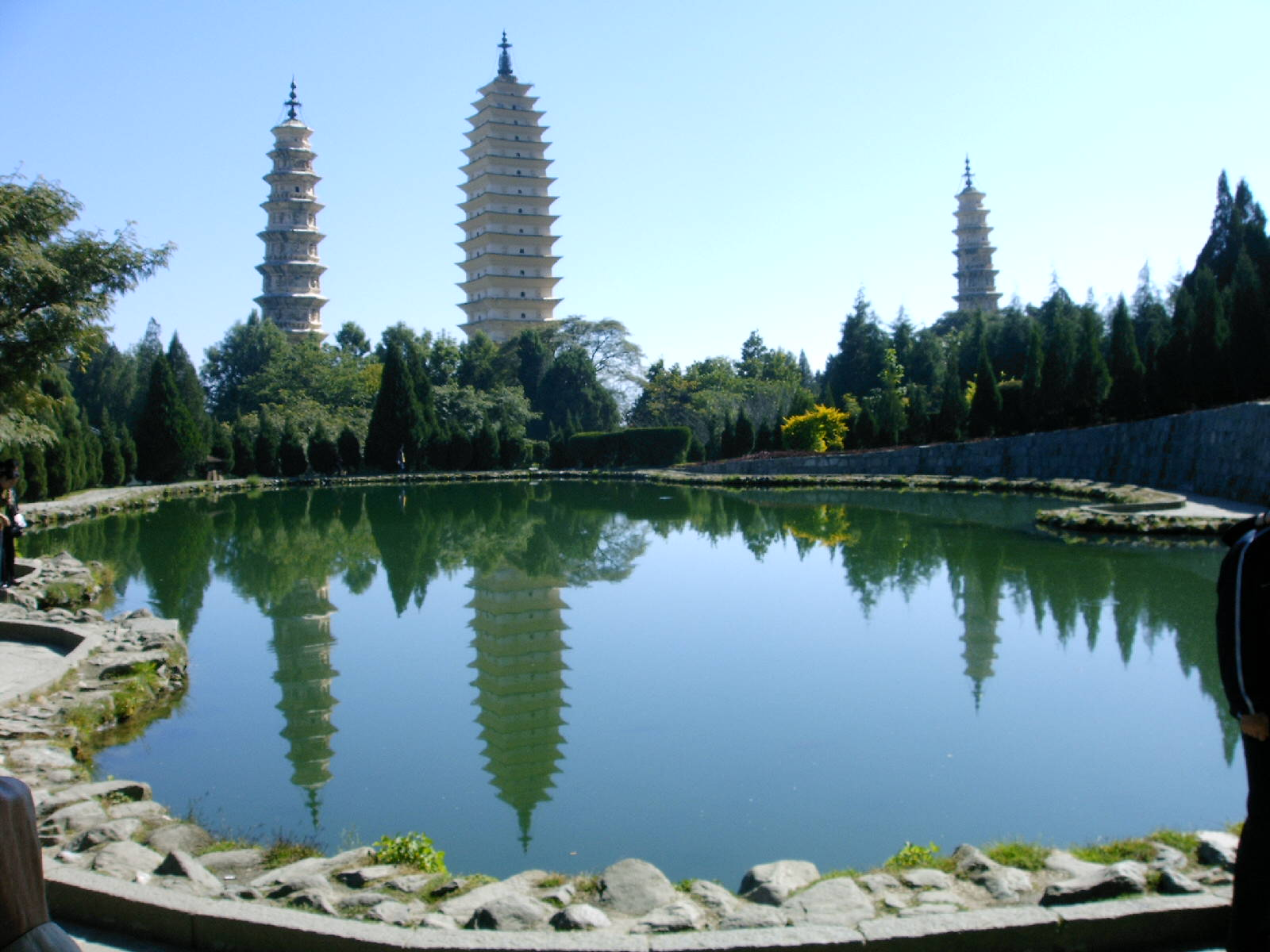
Drei Pagoden in Dali (Stadt)

Auf Kreisebene setzt sich Dali aus acht Kreisen, drei autonomen Kreisen und einer kreisfreien Stadt zusammen. Diese sind (Stand: Zensus 2020):
- Stadt Dali (大理市), 1.740 km², 771.128 Einwohner, Hauptstadt des autonomen Bezirks, Sitz der Bezirksregierung;
- Kreis Xiangyun (祥云县), 2.432 km², 406.642 Einwohner, Hauptort: Großgemeinde Xiangcheng (祥城镇);
- Kreis Binchuan (宾川县), 2.532 km², 341.319 Einwohner, Hauptort: Großgemeinde Jinniu (金牛镇);
- Kreis Midu (弥渡县), 1.527 km², 261.205 Einwohner, Hauptort: Großgemeinde Micheng (弥城镇);
- Kreis Yongping (永平县), 2.790 km², 164.613 Einwohner, Hauptort: Großgemeinde Bonan (博南镇);
- Kreis Yunlong (云龙县), 4.368 km², 182.977 Einwohner, Hauptort: Großgemeinde Nuodeng (诺邓镇);
- Kreis Eryuan (洱源县), 2.530 km², 248.147 Einwohner, Hauptort: Großgemeinde Zibihu (茈碧湖镇);
- Kreis Jianchuan (剑川县), 2.238 km², 160.471 Einwohner, Hauptort: Großgemeinde Jinhua (金华镇);
- Kreis Heqing (鹤庆县), 2.363 km², 243.031 Einwohner, Hauptort: Großgemeinde Yunhe (云鹤镇);
- autonomer Kreis Yangbi der Yi (漾濞彝族自治县), 1.861 km², 97.610 Einwohner, Hauptort: Großgemeinde Cangshanxi (苍山西镇);
- autonomer Kreis Nanjian der Yi (南涧彝族自治县), 1.739 km², 192.942 Einwohner, Hauptort: Großgemeinde Nanjian (南涧镇);
- autonomer Kreis Weishan der Yi und Hui (巍山彝族回族自治县), 2.181 km², 267.474 Einwohner, Hauptort: Großgemeinde Nanzhao (南诏镇).

## Ethnische Gliederung der Bevölkerung Dalis (2000)
Beim Zensus im Jahr 2000 hatte Dali 3.296.552 Einwohner.
| Name des Volkes | Einwohner | Anteil  |
| --------------- | --------- | ------- |
| Han             | 1.659.730 | 50,35 % |
| Bai             | 1.081.167 | 32,8 %  |
| Yi              | 426.634   | 12,94 % |
| Hui             | 66.085    | 2,0 %   |
| Lisu            | 31.972    | 0,97 %  |
| Miao            | 10.967    | 0,33 %  |
| Naxi            | 4302      | 0,13 %  |
| Achang          | 3330      | 0,1 %   |
| Sonstige        | 12.365    | 0,38 %  |

## Landnutzung und Landwirtschaft
Etwa 60 % der Fläche Dalis bestehen aus Wald, 20 % aus Weideland, 13 % aus Ackerland und 7 % sind sonstige Flächen. Auf den 368.884 Hektar Ackerland und 28.299 Hektar Gartenland werden unter anderem Zitrusfrüchte, Äpfel, Pfirsiche, Pflaumen, Birnen, Tee und Maulbeeren produziert.

## Bodenschätze
In Dali wurden mehr als 200 Mineralienlagerstätten identifiziert, u. a. für Mangan, Eisen, Zinn, Antimon, Blei, Zink, Kupfer, Nickel, Kobalt, Wolfram, Silber, Gold, Platin, Palladium, Molybdän, Aluminium und Quecksilber. Zu den bereits erschlossenen und genutzten Vorkommen gehören die Bleimine Beiya (北衙), die Manganmine Heqing (鹤庆), die Antimonminen in Weishan (巍山) und Yangbi (漾濞), die Goldminen in Heqing und Binchuan (宾川) sowie mehr als 80 weitere Standorte. An nichtmetallischen Mineralien gibt es Vorkommen von Kohle, Steinsalz, Marmor, Kalkstein, Dolomit, Fluorit, Quarzsand, Arsen, Baryt, Asbest, Graphit, Gips, Talk, Bentonit, Kieselgur und Tonmineralien. Es werden Kohle, Salz, Kalkstein, Marmor usw. erschlossen und verwertet. Besonders die Marmorreserven gelten als sehr groß mit Reserven von 100 Millionen Kubikmetern.

## Persönlichkeiten
- Dong Guojian (* 1987), Langstreckenläufer